# Bolxaia Kiréievka
Bolxaia Kiréievka (en rus: Большая Киреевка) és un poble de l'óblast de Lípetsk, a Rússia, que en el cens del 2010 tenia 32 habitants. Pertany al districte rural de Terbuní.